# Toulon-sur-Arroux
Toulon-sur-Arroux é uma comuna francesa na região administrativa de Borgonha-Franco-Condado, no departamento Saône-et-Loire. Estende-se por uma área de 43,42 km². Em 2010 a comuna tinha 1 575 habitantes (densidade: 36,3 hab./km²).